# Леляки (Лубенський район)
Леляки́ — село в Україні, у Пирятинській міській громаді Лубенського району Полтавської області. Населення становить 175 осіб. Колишній орган місцевого самоврядування — Сасинівська сільська рада.

## Географія
Село Леляки розташоване на правому березі річки Удай, вище за течією на відстані 2 км розташоване село Гурбинці, нижче за течією на відстані 2,5 км розташоване село Кейбалівка, на протилежному березі — село Усівка. Річка в цьому місці заболочена, утворює лимани та заболочені озера. Поруч проходить автомобільна дорога Т 2501. Біля села розташований Леляківський заказник.

## Історія
Село вказано на докладній карті Російської Імперії та прилеглих закордонних володінь 1816 року
Приписано до Іллінської церкви с. Митченки (Меченки) Пирятинського повіту.
12 червня 2020 року, відповідно до розпорядження Кабінету Міністрів України № 721-р «Про визначення адміністративних центрів та затвердження територій територіальних громад Полтавської області», село увійшло до складу Пирятинської міської громади.
19 липня 2020 року, в результаті адміністративно-територіальної реформи та ліквідації Питятинського району село увійшло до складу новоутвореного Лубенського району.

## Згадки
с. Єрковці, річка Сула, заселені в першій половині XVII століття й до початку XVIII століття були вільними, потому, віддані полковником Марковичем бунчуковому товаришу Григорію Корнійовичу, за яким закріпачені Розумовським в 1752 році: "об'являємо, що б.т. Григорій Корнійович представляв нам, що має він у володінні своєму в полку Лубенському село Єрківці і село Леляки що надані йому за вірну службу в 1717 році та 1723 році від колишнього полковника Лубенського Марковича, але гетьманського універсала через часті його військові походи отримати він не міг… І хоч передача та вчинена Лубенським полковником Марковичем Корнійовичу тих сіл Єрковець та Леляків є нікчемною, внаслідок того, що Малоруські полковники не мали жодного права з видачі указів про передачу маєтностей, однак нам відомо, що він, Корнійович, ще перебуваючи на посаді сотника Пирятинського в усі воєнні часи служив, внаслідок чого гетьман і дав йому село Єрківці та село Леляки та особо с. Кейбалівку, зазначивши, що по ревізії 1751 року значиться в Ерківцях — 4 дв., в Леляках — 12 дв. та 3 бдв.х та в Кейбалівці — 3 дв., і 1 бдв.х. А. Кз. 22 дв., 24 х., 24 с. Підсусідки Григорія Кулябки 10 дв., 10 х., 10 с. Селян сотника Пирятинського Григорія Корнійовича 16 дв., 17 х., 17 с. Б. Кз. 38 дв., 73 х., 73 бдв.х. Селян (Корнійовичів) 3 дв., 5 х., 16 бдв.х. Підс. 9 бдв.х. Важко пояснити з яких причин кількість тутешніх селян зменшилось з 16 дворів в 1740 році до 4 дворів у 1752 році, як це відмічено в універсалі Розумовського.

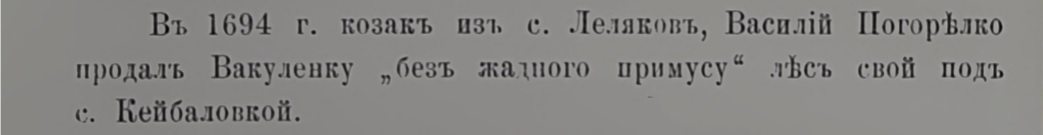

В 1694 році козак з с. Леляки, Василь Погорілко продав Вакуленку «без жодного примусу» ліс свій під Кейбалівкою

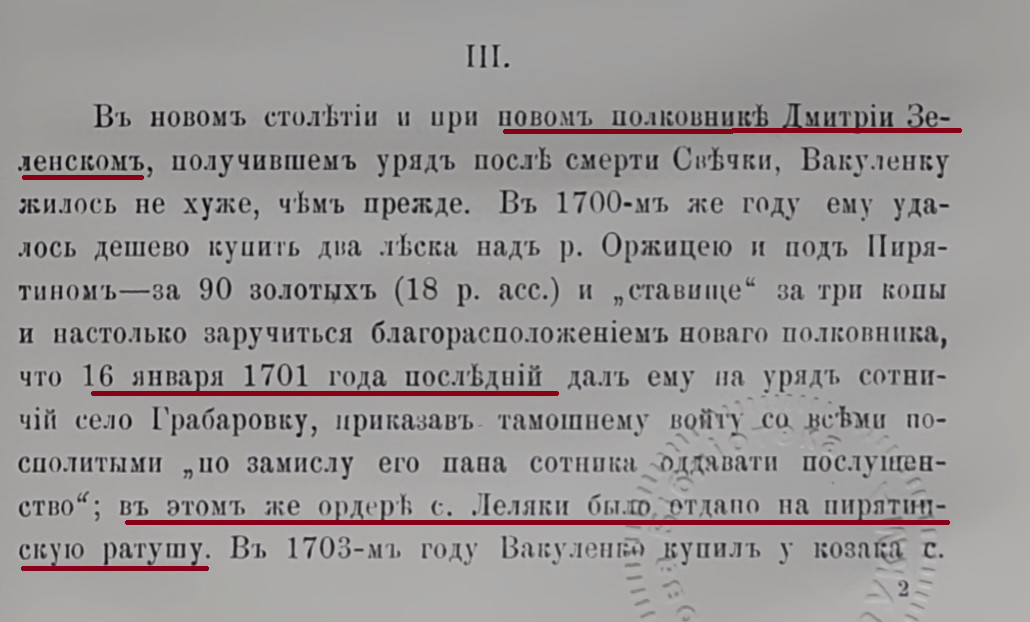

16 січня 1701 року при новому Лубенському полковнику Дмитру Зеленському, дав Семену Вакуленку на уряд сотничий село Грабаровку, наказавши його войту зі всіма посполитими «по замислу його пана сотника, оддавати послушенство»; в тому ж ордері село Леляки було віддано на Пирятинську ратушу.
Наприкінці тридцятих років минулого століття, після колективізації, хуторян Лазорщини переселили в село Леляки та на хуторі залишалася лише одна хата, в якій жила самотня жінка Марія, яка вперто не захотіла переселитися в село: тут народилася, тут і помру говорила вона. Так і сталося. І довго ще після відходу її в «інший світ» стояла заросла високими бур'янами ця хата, як живе нагадування колишнім хуторянам, та й жителям села Леляки коли вони приходили на шлях (так звично називали хутір Лазорщина) і чекали попутний транспорт у Мар'їної хати коли їздили за покупками.
Хутір Лазорщина невипадково називали шляхом. На той час це був не звичайний шлях (дорога), а продовження чумацького шляху, що зв'язує, як артерія всю Україну від південних її районів до найпівнічніших, а може й надалі. Х. Лазорщина знаходився на шляху в кілометрі від села Леляки та, природно, родинні зв'язки хуторян та мешканців села були найближчими, хоча приблизно на такій же відстані по інший бік хутора є село Меченки, компактне з красивою церквою з червоної цегли.
Однак, село Леляки вигідно відрізняється від села Меченки завдяки розташуванню вздовж заплави річки Удай на деякому піднесенні й тому не підтоплюється під час весняної повені. Навесні Удай бурхливо розливався, виходив з берегів, заливаючи солонець до самого шляху і далеко навколо скільки можна окинути поглядом. Рівень води піднімався до 1,5 м, а в інші роки й більше. Село Леляки виявлялося практично на острові та зв'язувалося із хутором на човнах.
Лазорщину не заливало під час повені, оскільки ділянка шляху, довжиною понад пів кілометра, на якому розташовувався хутір, була значно вищою за його продовження з одного та іншого боку й обмежувався насипними дамбами з бруківкою. У бік Пирятина дамба є і в наш час до села Калинів Міст і закінчується мостом через річечку Перевод.
Навесні 1942 року під час повені я жив у селі Леляки з батьками та сестрою Галею в друга дитинства мого батька — Микити Онищенка. З його сином Михайлом — ровесником і добрим товаришем, ми плавали на плоскодонці недалеко від села, розглядали дно, поросле дрібною травою і спостерігали за всім, що було в полі зору до самого дна, а було видно все як на картині: зграйками, як хмарка одна за одною повільно пливли мальки, серед них щучки, золотисті карасики біля самого дна, зграйки плітки й краснопірки, очей не відведеш від цієї краси.

Повітря наповнювалося гулом перелітних птахів що поверталися на гніздування. Одні косяками високо в небі продовжували пролітати далі, інші кружляли й сідали на плаваючі, відірвані течією зелені острівці, вкриті лепехою, осокою і проростками очерету. Лебеді та гуси рідко сідали, а качки, їх було дуже багато, «влаштовувалися» на острівцях, не звертаючи уваги на людей, що пропливають у човнах. Яка благодать і спокій, незважаючи на те, що йде війна…

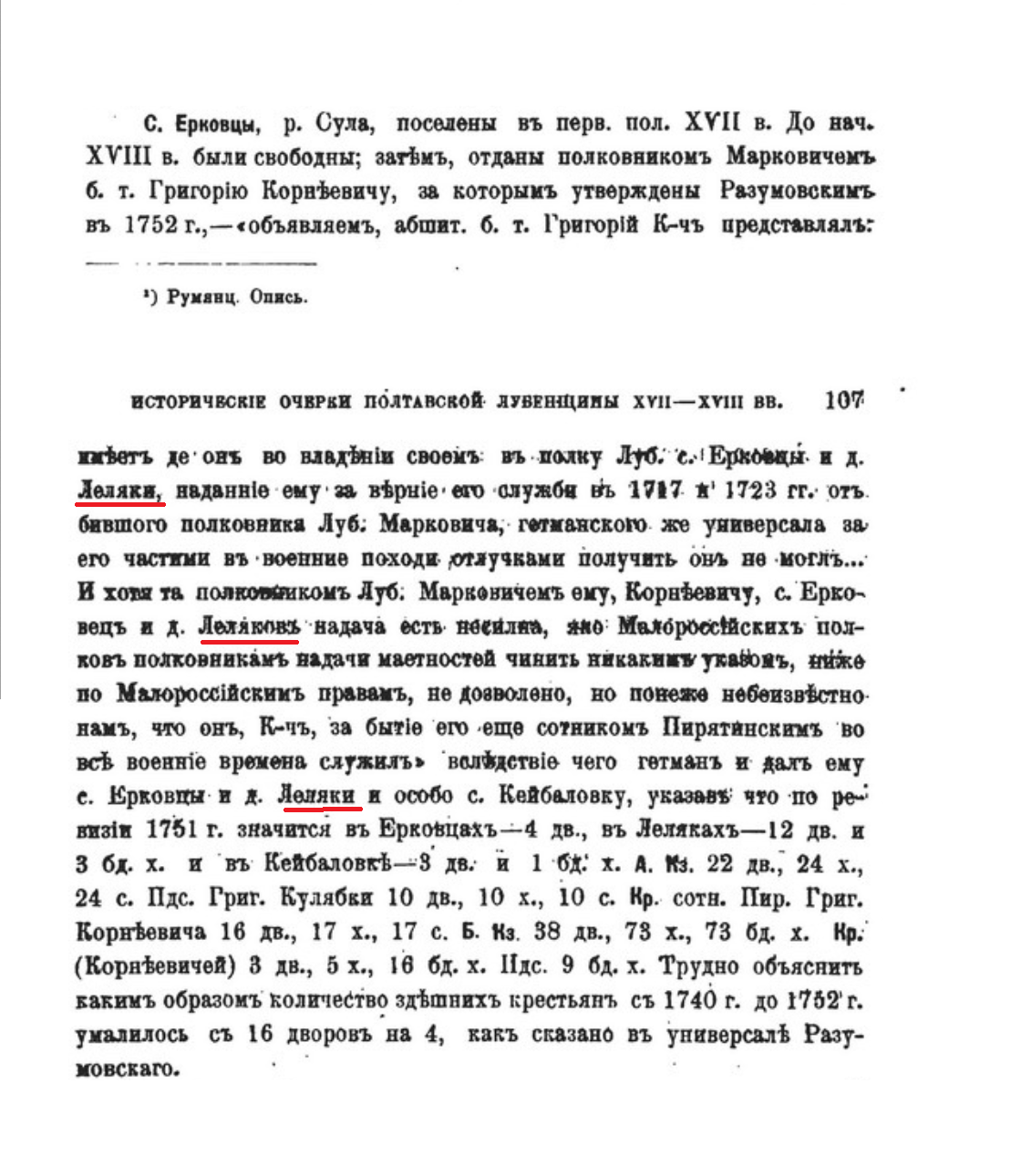
Леляки

## Населення
Згідно з переписом УРСР 1989 року чисельність наявного населення села становила 238 осіб, з яких 97 чоловіків та 141 жінка.
За переписом населення України 2001 року в селі мешкали 172 особи.

### Мова
Розподіл населення за рідною мовою за даними перепису 2001 року:
| Мова       | Відсоток |
| ---------- | -------- |
| українська | 94,86 %  |
| білоруська | 4,00 %   |
| російська  | 1,14 %   |

## Економіка
- Молочно-товарна ферма.
- Коноферма

## Об'єкти соціальної сфери
- Клуб.

Перший клуб розміщувався в іншій частині села, що зветься Подобайлівкою в будинку пана Дзуса з початку 30-х років. Там раз на тиждень перед війною демонстрували кіно.

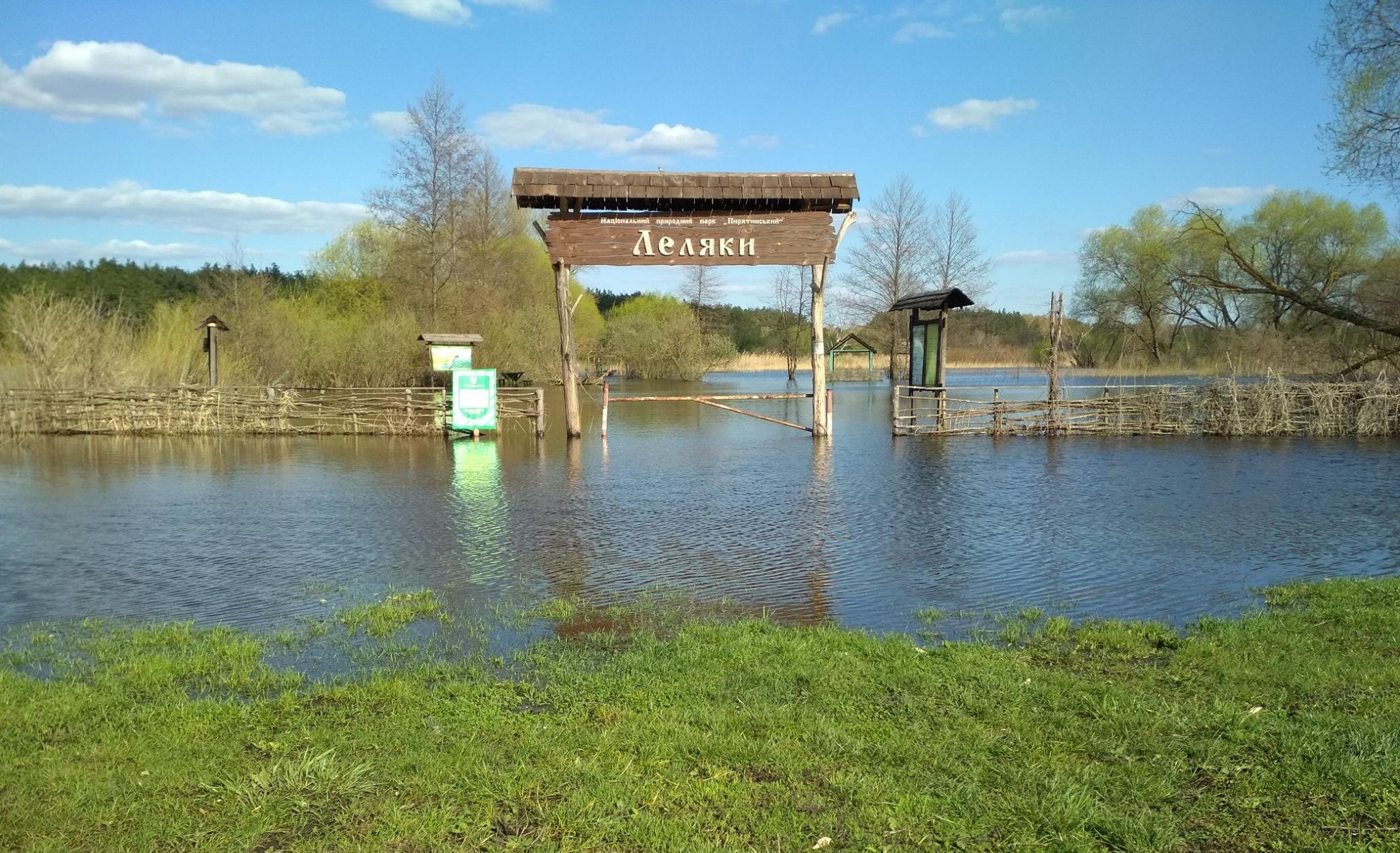

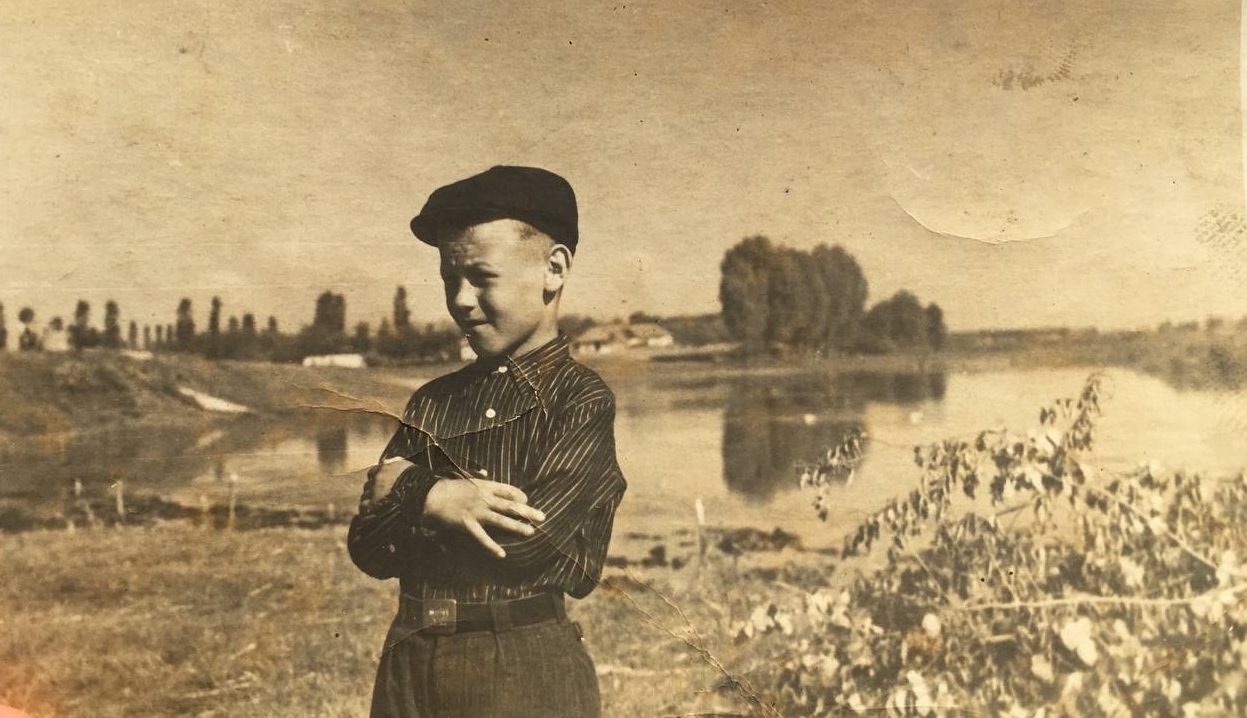
Краєвид на сільський пляж 50-ті роки 20-ст. Онищенко Сергій Мусійович

- Рекреаційна зона «Леляки-3» Краєвид на сільський пляж 50-ті роки 20-ст. Онищенко Сергій Мусійович

## Освіта

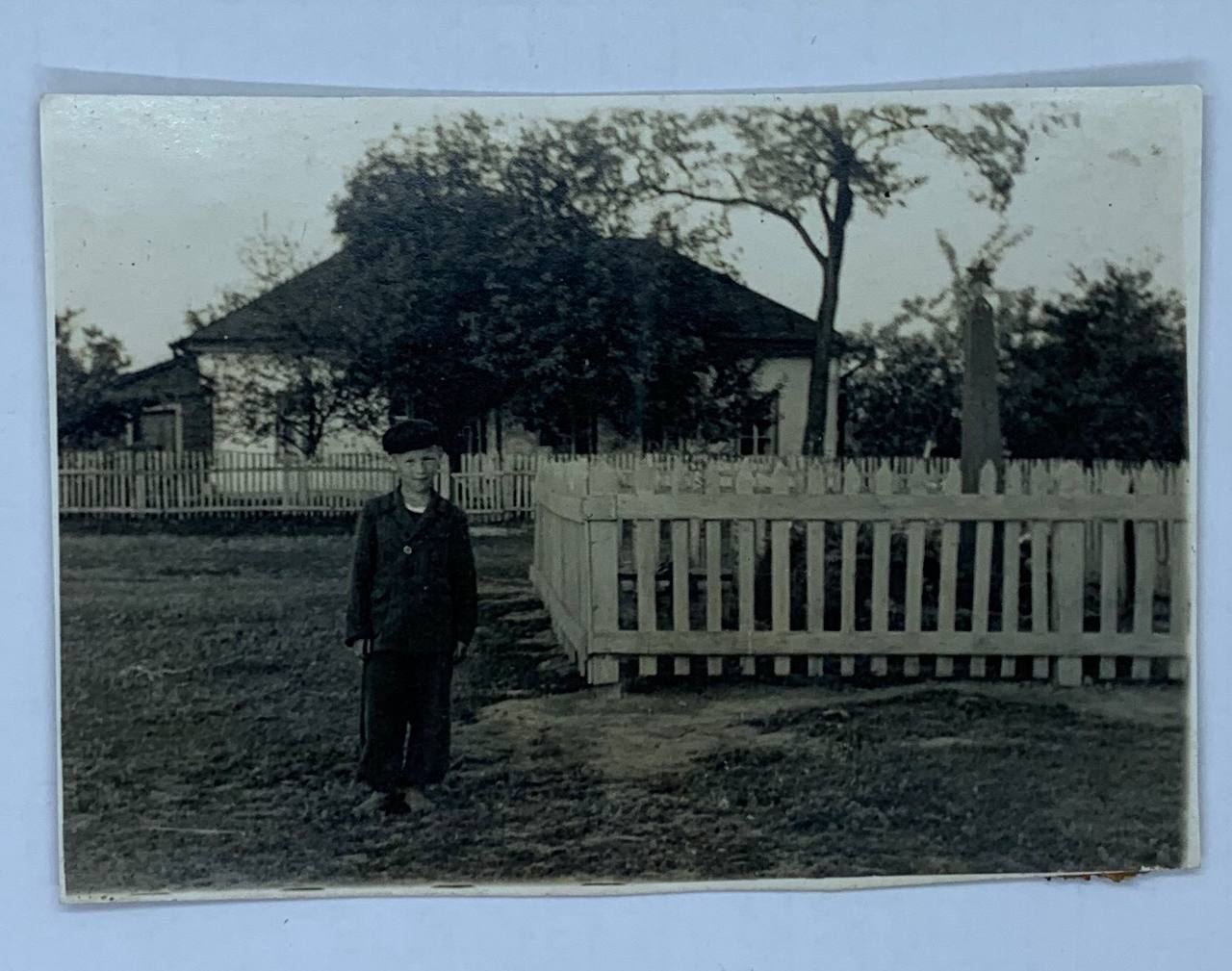
Школа та братська могила 50-ті р. 20 ст. Онищенко Сергій Мусійович

- Чотирирічна школа (вчителька М. І. Дамаскіна). Діяла з 20-х років до 60-х 20 ст.. Приміщення знаходилось в будинку панів Базилевичів, який вони залишили перед Жовтневою революцією. Розташовувалась будівля на території сільського парку, навпроти братської могили. Школа та братська могила 50-ті р. 20 ст. Онищенко Сергій Мусійович

## Пам'ятки
- Старий шлях — один з об'єктів природно-заповідного фонду Полтавської області, комплексна пам'ятка природи місцевого значення.

- Братська могила (1941 р.), пам'ятний знак полеглим землякам (1957 р.)[12] — Знаходиться в центрі села. Поховано 7 воїнів із частин 5-ї, 21-ї Армій Південно-Західного фронту, які загинули 17 вересня 1941 р. в боях із гітлерівськими загарбниками при виході з оточення. Первісно воїни були поховані в різних місцях на території села в поодиноких могилах і лише в 1956 р. їх останки перепоховано до братської могили в центрі села. Прізвище відоме одного воїна - старший лейтенант Шлеєв Олександр Дмитрович.

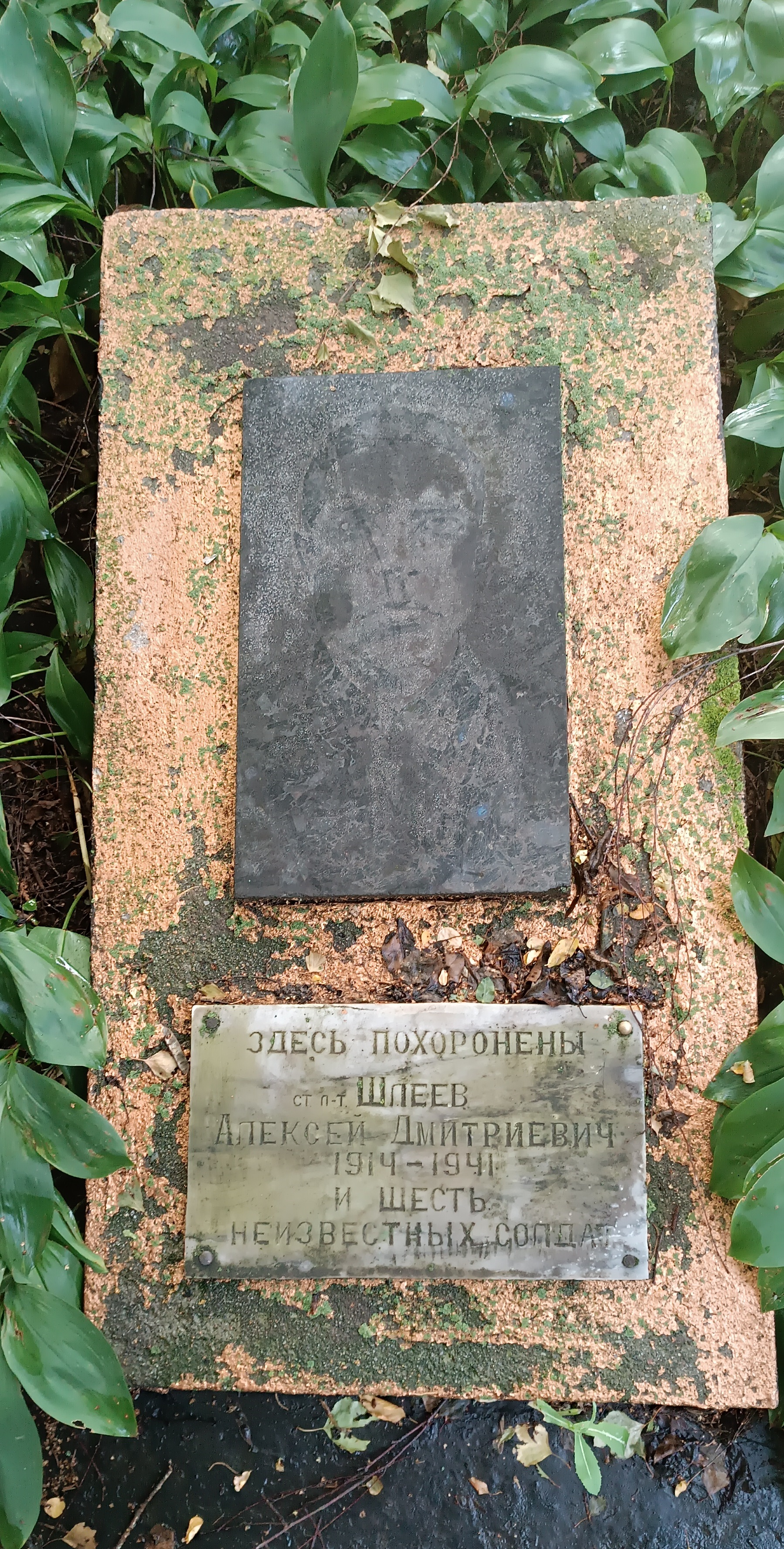

У 1957 р. на могилі встановлено пам’ятник - залізобетонну скульптуру воїна на цегляному штукатуреному постаменті. Ліворуч від пам’ятника встановлено горизонтальну цегляну штукатурену стелу, на якій закріплена дошка з сірого граніту з прізвища ми 36 воїнів-земляків, які загинули на фронтах Великої Вітчизняної війни 1941 - 1945 рр. Пізніше, в середині 1980-х рр., пам’ятник було демонтовано і на місці старого встановлено стелу з бутового каменю (2,8 х 2,0 х 0,7 м), у центральній частині закріплено дошку з попереднього пам’ятника з сірого граніту (1,2 х 0,7 м) з прізвищами загиблих земляків. Перед стелою братська могила, обкладена залізобетонними блоками  (0,4 х 3,7 х 2,25 м), на якій покладено бетонну плиту (0,3 х 1,12 х 0,6) з гранітною дошкою (0,5 х 0,3 м) з портретним зображенням старшого лей тенанта Шлеєва О. Д. та мармуровою дошкою (0,23 х 0,4 м) з пам’ятним написом: «Здесь похоронен ст. лейтенант Шлеев Алексей Дмитриевич 1914 - 1941 и шесть неизвестных солдат».  Згідно Книги Пам’яті України загинуло 49 земляків.

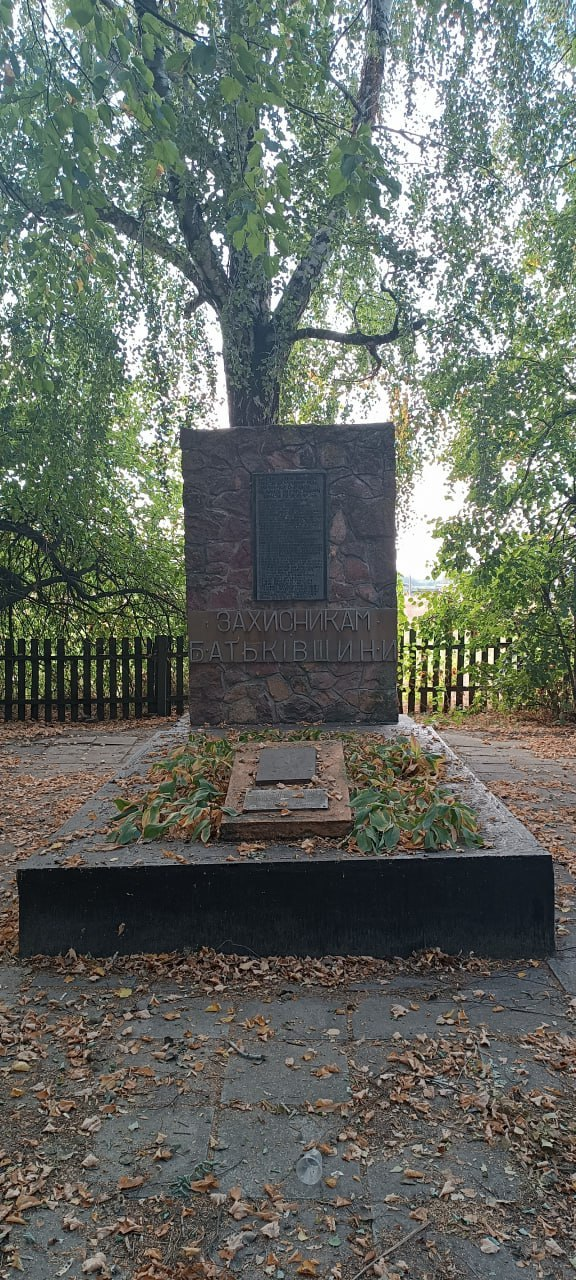

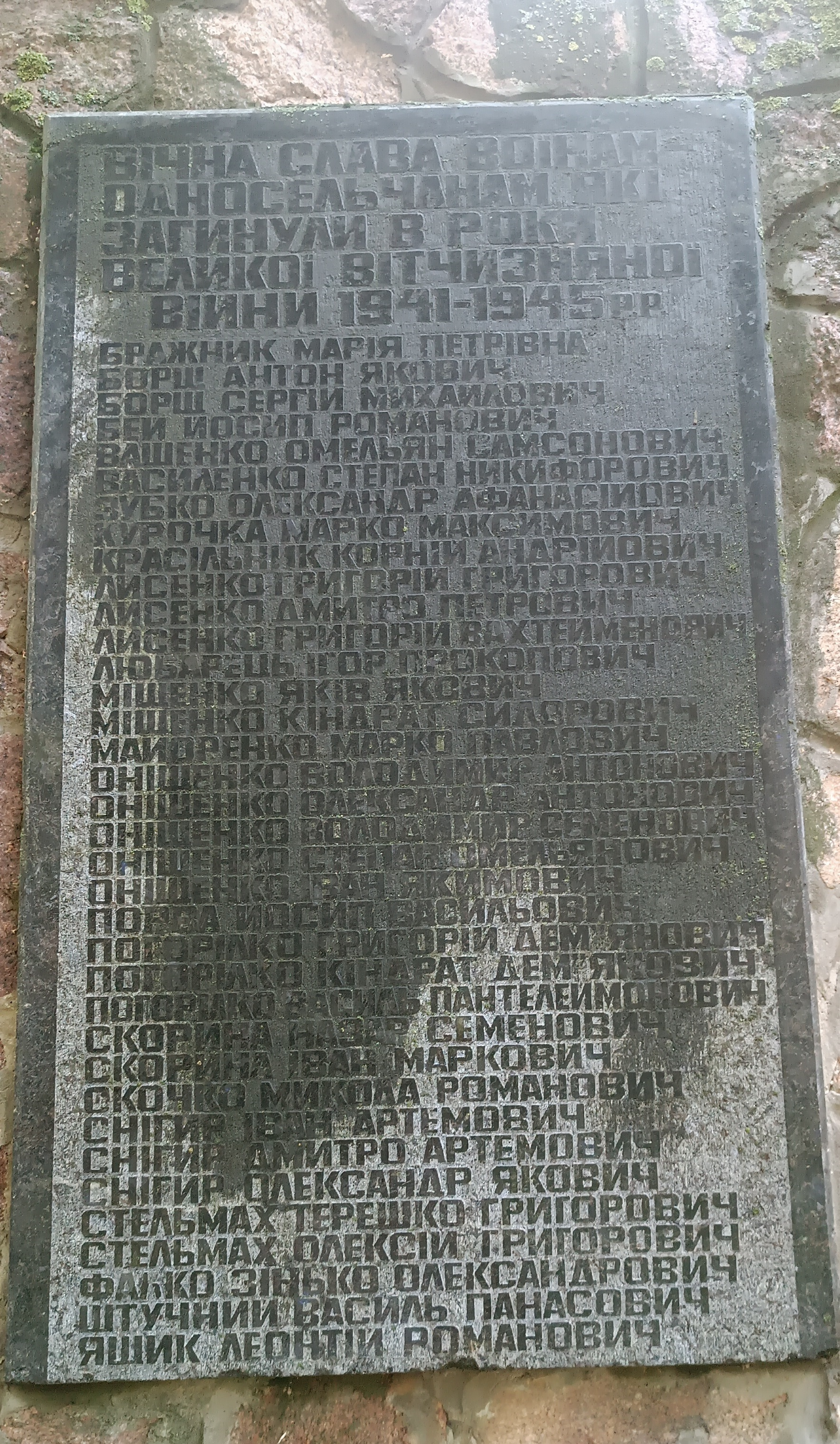

- Могила жертви нацизму Лисенка Івана (1941 - 1943)[14] — Знаходиться в північно-східній частині старого кладовища. Похований місцевий житель Лисенко Іван, який був розстріляний гітлерівцями в період тимчасової окупації села 1941 - 1943 рр.  У 1970-х рр. на могилі встановлено дерев’яний обеліск (1.3 х 0,2 х 0,2 м).